# Japan Football League 2009
Die Japan Football League 2009 war die elfte Spielzeit der japanischen Japan Football League. An ihr nahmen achtzehn Vereine teil. Die Saison begann am 15. März und endete am 29. November 2009.
Sagawa Shiga FC gewann die Meisterschaft. Das außerordentliche J.-League-Mitglied New Wave Kitakyūshū stieg in die J. League Division 2 2010 auf. Zudem stieg nach drei Jahren erstmals wieder ein Verein in die Regionalligen ab, der Tabellenvorletzte FC Kariya scheiterte in der Relegation gegen Zweigen Kanazawa. Zuvor gab der ohnehin direkt abgestiegene Tabellenletzte Mitsubishi Motors Mizushima FC bekannt, sich aus finanziellen Gründen in die höchste Liga der Präfektur Okayama zurückzuziehen.

## Modus
Die Vereine trugen ein einfaches Doppelrundenturnier aus. Für einen Sieg gab es drei Punkte; bei einem Unentschieden erhielt jede Mannschaft einen Zähler. Die Tabelle wurde also nach den folgenden Kriterien erstellt:
1. Anzahl der erzielten Punkte
2. Tordifferenz
3. Erzielte Tore
4. Ergebnisse der Spiele untereinander
5. Entscheidungsspiel oder Münzwurf

Für den Aufstieg in die J. League Division 2 2010 kamen nur Vereine in Frage, welche die Außerordentliche Mitgliedschaft der J. League besaßen, am Ende der Saison innerhalb der ersten Vier der Tabelle abschlossen und einer finalen Überprüfung durch die J. League standhielten.
Die beiden schlechtesten Mannschaften sollten ursprünglich direkt in die Regionalligen absteigen, zudem waren für den Sechzehnten Relegationsspiele gegen den Drittplatzierten der Regionalligen-Finalrunde vorgesehen. Durch den Aufstieg von New Wave Kitakyūshū in die J. League stieg jedoch nur der Tabellenletzte direkt ab und der Vorletzte nahm an den Relegationsspielen teil.

## Teilnehmer
Insgesamt nahmen achtzehn Mannschaften an der Saison teil. Nicht mehr dabei waren die drei Aufsteiger in die J. League Division 2 2009, Tochigi SC, Kataller Toyama und Fagiano Okayama. Die drei freigewordenen Plätze wurden durch die drei besten Mannschaften der Regionalligen-Finalrunde 2008, FC Machida Zelvia, V-Varen Nagasaki und Honda Lock SC, besetzt. Honda Lock ist dabei bis heute der einzige Verein, der es schaffte, nach seinem Abstieg aus der JFL in diese zurückzukehren.
Vor Beginn dieser Saison erhielten die beiden Aufsteiger aus Machida und Nagasaki zudem den Status eines außerordentlichen J.-League-Mitglieds. Die Anzahl der außerordentlichen Mitglieder in der Liga verringerte sich somit wieder um ein Team auf insgesamt vier Mannschaften, wobei Gainare Tottori und New Wave Kitakyūshū die anderen Vereine mit diesem Status waren.
| Verein                         | Stadt/Region        | Bemerkungen                                        |
| ------------------------------ | ------------------- | -------------------------------------------------- |
| Arte Takasaki                  | Takasaki, Gunma     |                                                    |
| Gainare Tottori                | Yonago, Tottori     |                                                    |
| Honda FC                       | Hamamatsu, Shizuoka |                                                    |
| Honda Lock SC                  | Miyazaki, Miyazaki  | Drittplatzierter der Regionalligen-Finalrunde 2008 |
| JEF Reserves                   | Chiba, Chiba        |                                                    |
| FC Kariya                      | Kariya, Aichi       |                                                    |
| FC Machida Zelvia              | Machida, Tokio      | Gewinner der Regionalligen-Finalrunde 2008         |
| MIO Biwako Kusatsu             | Kusatsu, Shiga      |                                                    |
| Mitsubishi Motors Mizushima FC | Kurashiki, Okayama  |                                                    |
| New Wave Kitakyūshū            | Kitakyūshū, Fukuoka |                                                    |
| FC Ryūkyū                      | Okinawa, Okinawa    |                                                    |
| Ryūtsū Keizai University FC    | Ryūgasaki, Ibaraki  |                                                    |
| Sagawa Printing SC             | Mukō, Kyōto         |                                                    |
| Sagawa Shiga FC                | Moriyama, Shiga     |                                                    |
| Sony Sendai FC                 | Tagajō, Miyagi      |                                                    |
| TDK SC                         | Nikaho, Akita       |                                                    |
| V-Varen Nagasaki               | Nagasaki, Nagasaki  | Zweitplatzierter der Regionalligen-Finalrunde 2008 |
| Yokogawa Musashino FC          | Musashino, Tokio    |                                                    |

## Statistik

### Tabelle
| Pl.                    | Verein                         | Sp. | S  | U  | N  | Tore    | Diff. | Punkte |
| ---------------------- | ------------------------------ | --- | -- | -- | -- | ------- | ----- | ------ |
| 1.                     | Sagawa Shiga FC                | 34  | 19 | 9  | 6  | 062:360 | +26   | 66     |
| 2.                     | Yokogawa Musashino FC          | 34  | 17 | 9  | 8  | 048:340 | +14   | 60     |
| 3.                     | Sony Sendai FC                 | 34  | 17 | 8  | 9  | 049:300 | +19   | 59     |
| 4.                     | New Wave Kitakyūshū            | 34  | 16 | 10 | 8  | 049:310 | +18   | 58     |
| 5.                     | Gainare Tottori                | 34  | 16 | 8  | 10 | 065:370 | +28   | 56     |
| 6.                     | FC Machida Zelvia (N)          | 34  | 14 | 12 | 8  | 038:300 | +8    | 54     |
| 7.                     | Honda FC                       | 34  | 13 | 12 | 9  | 049:380 | +11   | 51     |
| 8.                     | MIO Biwako Kusatsu             | 34  | 13 | 9  | 12 | 051:430 | +8    | 48     |
| 9.                     | Sagawa Printing SC             | 34  | 14 | 5  | 15 | 056:460 | +10   | 47     |
| 10.                    | TDK SC                         | 34  | 14 | 4  | 16 | 039:540 | −15   | 46     |
| 11.                    | V-Varen Nagasaki (N)           | 34  | 12 | 8  | 14 | 038:430 | −5    | 44     |
| 12.                    | JEF Reserves                   | 34  | 9  | 14 | 11 | 026:370 | −11   | 41     |
| 13.                    | Honda Lock SC (N)              | 34  | 9  | 13 | 12 | 034:380 | −4    | 40     |
| 14.                    | Arte Takasaki                  | 34  | 9  | 13 | 12 | 034:460 | −12   | 40     |
| 15.                    | Ryūtsū Keizai University FC    | 34  | 11 | 7  | 16 | 041:550 | −14   | 40     |
| 16.                    | FC Ryūkyū                      | 34  | 11 | 5  | 18 | 042:570 | −15   | 38     |
| 17.                    | FC Kariya                      | 34  | 7  | 10 | 17 | 026:510 | −25   | 31     |
| 18.                    | Mitsubishi Motors Mizushima FC | 34  | 4  | 6  | 24 | 028:690 | −41   | 18     |
| Stand: Ende der Saison |                                |     |    |    |    |         |       |        |

Aufstiegsberechtigte Vereine: Gainare Tottori, FC Machida Zelvia, New Wave Kitakyūshū, V-Varen Nagasaki
| (N) | Aufsteiger aus der Regionalliga 2008: FC Machida Zelvia, V-Varen Nagasaki, Honda Lock SC |

### Relegation
Nach Ende der Saison fanden kurz vor dem Jahreswechsel die Relegationsspiele zwischen einem Teilnehmer der Japan Football League und einer Mannschaft der Regionalliga-Finalrunde statt. Die ursprüngliche Planung sah vor, dass der Sechzehnte gegen den Finalrunden-Dritten antreten sollte; nach dem Aufstieg von New Wave Kitakyūshū in die J. League wurde der Sechzehnte FC Ryūkyū jedoch verschont und der eigentlich direkt abgestiegene Siebzehnte FC Kariya als JFL-Teilnehmer benannt. Als Gegner der Mannschaft aus der Präfektur Aichi qualifizierte sich Zweigen Kanazawa für die beiden Spiele.
Das Hinspiel in Kanazawa endete mit einem knappen 1:0 für die klassentiefere Mannschaft, sodass Kariya im Rückspiel unbedingt gewinnen musste, um dem Abstieg zu entgehen. Dort erreichte das JFL-Gründungsmitglied jedoch nur ein 1:1.
|                  | Gesamt |           | Hinspiel | Rückspiel |
| ---------------- | ------ | --------- | -------- | --------- |
| Zweigen Kanazawa | 2:1    | FC Kariya | 1:0      | 1:1       |